# Metanie
Metanie (altgriechisch μετάνοια metánoia ‚Sinnesänderung, Reue, Buße‘) bezeichnet eine Gebetshaltung in der Tradition der orthodoxen Kirchen. Vollzogen wird eine Metanie üblicherweise bei der Rezitation des Jesusgebets. 
Es gibt zwei Arten von Metanien. 
- Bei der großen Metanie wirft sich der Beter nach einer Verneigung mit Kreuzzeichen mit beiden Knien auf den Boden und berührt mit der Stirn den Fußboden, oder er legt sich ausgestreckt auf den Boden.
- Bei der kleinen Metanie verneigt sich der Beter tief, macht mit der rechten Hand das Kreuzzeichen und berührt mit den Fingerspitzen den Boden.[1]

Ähnliche Formen der Niederwerfung sind auch in der römisch-katholischen Kirche gebräuchlich. Die Prostratio ist in verschiedenen Liturgien, etwa der Karfreitagsliturgie, dem Empfang des Weihesakraments, dem Ablegen der Profess oder dem Empfang der Jungfrauenweihe üblich. Verschiedene Ordensriten kennen unterschiedliche Formen der Venia, die Zisterzienser pflegen zusätzlich eine Verneigung ähnlich der kleinen Metanie.